# 假面騎士GOTCHARD VS 假面騎士LEGEND
《假面騎士GOTCHARD VS 假面騎士LEGEND》是特攝片《假面騎士GOTCHARD》的外傳作品，於日本時間2023年（令和5年）11月5日和11月26日早上09:00在東映特攝YouTube Official、東映特攝粉絲俱樂部（TTFC）、TVer和Amazon Prime上播映。標語為「令和騎士？還早100年呢！（日语：令和ライダー？１００年早いな！）」。

## 本作特色
- 本作登場的假面騎士LEGEND的簡短形象影片在日本時間2023年10月13日於YouTube、Twitter等網路平台上的東映官方頻道發佈，該影像動畫同樣由製作假面騎士GOTCHARD的簡短形象影片的演員兼影像作家 - 古屋呂敏製作[4]，並且本人也參與此作品演出[2]。
- 本作登場的假面騎士LEGEND的造型設計上與《假面騎士Decade》的假面騎士Decade有所相似，被認為與其作品有所關聯[5]。
- 本作亦與《假面騎士GOTCHARD》本篇有著劇情上的聯動。

## 故事概要
一之瀨寶太郎突然被轉移到平行世界中，與謎之男子「鳳櫻・輝夜・石英」和與加治木相似的執事巴特勒相遇，為了保護世界不陷入邪惡組織「HUNDRED」的魔掌中，輝夜變身成「假面騎士LEGEND」與之對抗。

## 故事背景&用語
極光幕系統
原文： / 
與《假面騎士Decade》門矢士的能力「極光幕（オーロラカーテン）」相似，可在眼前產生一道銀色的時空之壁，自由自在地穿梭任何平行世界。
本作中鳳櫻・輝夜・石英使用此系統將一之瀨寶太郎召喚到平行世界中。
鳳櫻塔
原文：
鳳櫻・輝夜・石英的根據地。
HUNDRED
原文： / 
本作的惡役組織，包含其組織的首領弦月在內，阿爾法、歲月、未明、黃昏等其餘四人皆為該組織的成員。
於《假面騎士GOTCHARD》第32話結尾歲月、未明、黃昏三人則是透過極光幕系統來到了《假面騎士GOTCHARD》所處的平行世界中。
另外，HUNDRED成員似乎擁有奪取其他世界假面騎士的變身能力做為己用，但實力卻沒有原本變身者那樣的程度。

## 登場人物
一之瀨寶太郎（いちのせ・ほうたろう）（本島純政飾）
假面騎士GOTCHARD的變身者。
於本作中，鳳櫻・輝夜・石英要讓假面騎士GOTCHARD變得更加豪華，而被輝夜召喚到平行世界中。
在與輝夜一同擊敗HUNDRED的Boss後，因為極光幕系統過熱而回到原本的世界，並失去在平行世界時的記憶。

### 本作登場人物
鳳櫻・輝夜・石英（永田聖一朗、志水透哉（童年時期）飾）
假面騎士LEGEND的變身者，自稱自己為「輝夜大人（カグヤ様）」。
於本作中為了讓假面騎士GOTCHARD變得更加豪華，而將一之瀨寶太郎召喚到平行世界中。
童年時期時，在受到HUNDRED攻擊時被假面騎士Decade保護，為了減少市民的災害而持續讓自己更加豪華，讓HUNDRED只針對輝夜一人。
巴特勒（加部亞門飾）
鳳櫻・輝夜・石英的執事，外貌與寶太郎的同班同學加治木涼相似。
弦月（古屋呂敏飾）
假面騎士Barlckxs的變身者，HUNDRED四人眾之一。

## 本作登場假面騎士

### 假面騎士LEGEND
變身者：鳳櫻・輝夜・石英（替身演員：繩田雄哉、CV：永田聖一朗）
原文： / 
名稱由來：傳說
形態
| 形態名稱                   | 簡介 | 外觀                                                       | 能力                                        | 必殺技                                      |
| Default 基本形態           | LEGENDRIVER 搭配 KAMEN RIDER LEGEND Rider Chemy Card 變身的形態，為假面騎士LEGEND的基礎型態。                                                                                            | 更多 ： 假面騎士GOTCHARD § 本作登場假面騎士                | 更多 ： 假面騎士GOTCHARD § 本作登場假面騎士 | 更多 ： 假面騎士GOTCHARD § 本作登場假面騎士 |
| Gorgeous DEN-O 豪華電王    | LEGENDRIVER 搭配 MASKED RIDER DEN-O Rider Chemy Card 變身的形態。 第1話 / 本篇第33話初登場。 身高：190.0cm 體重：89.8kg 拳擊力：5.0t 踢擊力：7.0t 跳躍力：35.0m 行動速度：5.2秒（100m）  | 除了驅動器、左披肩和右裙甲以外，其餘與假面騎士電王一致。   | 與該原本假面騎士的能力一致。                | Gorgeous Attack Ride 原文：                 |
| Gorgeous Decade 豪華Decade | LEGENDRIVER 搭配 MASKED RIDER DECADE Rider Chemy Card 變身的形態。 第2話 / 本篇第33話初登場。 身高：192.0cm 體重：85.8kg 拳擊力：4.0t 踢擊力：8.0t 跳躍力：25.0m 行動速度：6.0秒（100m） | 除了驅動器、左披肩和右裙甲以外，其餘與假面騎士Decade一致。 | 與該原本假面騎士的能力一致。                | Gorgeous Attack Ride 原文：                 |

### 假面騎士GOTCHARD
變身者：一之瀨寶太郎（替身演員：永德、CV：本島純政）
原文： / 
騎士模式
原文： / Rider Mode
| 形態名稱                    | 簡介 | 外觀                                                                          | 能力 | 必殺技                   |
| ExceedMighty 超越全能       | GOTCHARDRIVER 搭配 MASKED RIDER KUUGA Rider Chemy Card 和 MASKED RIDER FAIZ Rider Chemy Card 變身的形態，為假面騎士GOTCHARD的特殊型態。 | 全身以金、紅、黑色為主。 左肩配有手機形狀的肩甲，右小腿配有鍬形蟲形狀的護具。 |      | KAMEN RIDER FEVER 原文： |
| CycloneTatoba 旋風鷹虎蝗    | GOTCHARDRIVER 搭配 KAMEN RIDER OOO Rider Chemy Card 和 KAMEN RIDER DOUBLE Rider Chemy Card 變身的形態，為假面騎士GOTCHARD的特殊型態。   | 全身以金、紅、綠、黑色為主。                                                  |      | KAMEN RIDER FEVER 原文： |
| FullfullRocket 滿裝滿裝火箭 | GOTCHARDRIVER 搭配 KAMEN RIDER FOURZE Rider Chemy Card 和 KAMEN RIDER BUILD Rider Chemy Card 變身的形態，為假面騎士GOTCHARD的特殊型態。 | 全身以金、紅、藍、白、黑色為主。                                              |      | KAMEN RIDER FEVER 原文： |

## 輔助工具

### 變身道具
- LEGEND驅動器

原文： / 
假面騎士LEGEND所使用的變身腰帶。
變身：在腰帶上置入KAMEN RIDER LEGEND Rider Chemy Card後，拉開腰帶左右兩側的拉桿就能進行變身。
必殺技：變身狀態下將兩側拉桿推回後，再次拉開發動必殺技。

### 專屬武裝
- LEGEND駕馭麥格農

原文： / 
假面騎士LEGEND所使用的銃型武器。
扣下扳機就能進行射擊，轉動把手後能發動必殺技。
在置入傳說騎士克米卡扣下扳機後能召喚傳說騎士，置入卡片轉動把手後能發動傳說騎士必殺技。

### 駕馭克米卡（Ride Chemy Card）
傳說騎士克米卡一覽 
| 英文名稱             | 日文名稱 | 中文名稱         | 卡片屬性                  | 等級數字 | 備註                                           |
| -------------------- | -------- | ---------------- | ------------------------- | -------- | ---------------------------------------------- |
| KAMEN RIDER LEGEND   |          | 假面騎士LEGEND   | 傳說騎士 （LEGEND RIDER） | EX       | 存放該假面騎士力量和該假面騎士形象克米的卡片。 |
| KAMEN RIDER          |          | 假面騎士GOTCHARD | 傳說騎士 （LEGEND RIDER） | EX       | 存放假面騎士GOTCHARD力量的卡片。               |
| KAMEN RIDER GEATS    |          | 假面騎士GEATS    | 傳說騎士 （LEGEND RIDER） | 5        | 存放該假面騎士力量和該假面騎士形象克米的卡片。 |
| KAMEN RIDER REVI     |          | 假面騎士REVI     | 傳說騎士 （LEGEND RIDER） | 5        | 存放該假面騎士力量和該假面騎士形象克米的卡片。 |
| KAMEN RIDER VICE     |          | 假面騎士VICE     | 傳說騎士 （LEGEND RIDER） | 5        | 存放該假面騎士力量和該假面騎士形象克米的卡片。 |
| KAMEN RIDER EVIL     |          | 假面騎士EVIL     | 傳說騎士 （LEGEND RIDER） | 5        | 存放該假面騎士力量和該假面騎士形象克米的卡片。 |
| KAMEN RIDER SABER    |          | 假面騎士聖刃     | 傳說騎士 （LEGEND RIDER） | 5        | 存放該假面騎士力量和該假面騎士形象克米的卡片。 |
| KAMEN RIDER ZERO-ONE |          | 假面騎士ZERO-ONE | 傳說騎士 （LEGEND RIDER） | 5        | 存放該假面騎士力量和該假面騎士形象克米的卡片。 |
| KAMEN RIDER VULCAN   |          | 假面騎士Vulcan   | 傳說騎士 （LEGEND RIDER） | 5        | 存放該假面騎士力量和該假面騎士形象克米的卡片。 |
| KAMEN RIDER ZI-O     |          | 假面騎士ZI-O     | 傳說騎士 （LEGEND RIDER） | 5        | 存放該假面騎士力量和該假面騎士形象克米的卡片。 |
| KAMEN RIDER GEIZ     |          | 假面騎士Geiz     | 傳說騎士 （LEGEND RIDER） | 5        | 存放該假面騎士力量和該假面騎士形象克米的卡片。 |
| KAMEN RIDER BUILD    |          | 假面騎士Build    | 傳說騎士 （LEGEND RIDER） | 5        | 存放該假面騎士力量和該假面騎士形象克米的卡片。 |
| KAMEN RIDER CROSS-Z  |          | 假面騎士Cross-Z  | 傳說騎士 （LEGEND RIDER） | 5        | 存放該假面騎士力量和該假面騎士形象克米的卡片。 |
| KAMEN RIDER EX-AID   |          | 假面騎士EX-AID   | 傳說騎士 （LEGEND RIDER） | 5        | 存放該假面騎士力量和該假面騎士形象克米的卡片。 |
| KAMEN RIDER BRAVE    |          | 假面騎士Brave    | 傳說騎士 （LEGEND RIDER） | 5        | 存放該假面騎士力量和該假面騎士形象克米的卡片。 |
| KAMEN RIDER GHOST    |          | 假面騎士Ghost    | 傳說騎士 （LEGEND RIDER） | 5        | 存放該假面騎士力量和該假面騎士形象克米的卡片。 |
| KAMEN RIDER DRIVE    |          | 假面騎士Drive    | 傳說騎士 （LEGEND RIDER） | 5        | 存放該假面騎士力量和該假面騎士形象克米的卡片。 |
| KAMEN RIDER MACH     |          | 假面騎士Mach     | 傳說騎士 （LEGEND RIDER） | 5        | 存放該假面騎士力量和該假面騎士形象克米的卡片。 |
| KAMEN RIDER GAIM     |          | 假面騎士鎧武     | 傳說騎士 （LEGEND RIDER） | 5        | 存放該假面騎士力量和該假面騎士形象克米的卡片。 |
| KAMEN RIDER BARON    |          | 假面騎士巴隆     | 傳說騎士 （LEGEND RIDER） | 5        | 存放該假面騎士力量和該假面騎士形象克米的卡片。 |
| KAMEN RIDER WIZARD   |          | 假面騎士Wizard   | 傳說騎士 （LEGEND RIDER） | 5        | 存放該假面騎士力量和該假面騎士形象克米的卡片。 |
| KAMEN RIDER BEAST    |          | 假面騎士Beast    | 傳說騎士 （LEGEND RIDER） | 5        | 存放該假面騎士力量和該假面騎士形象克米的卡片。 |
| KAMEN RIDER FOURZE   |          | 假面騎士Fourze   | 傳說騎士 （LEGEND RIDER） | 5        | 存放該假面騎士力量和該假面騎士形象克米的卡片。 |
| KAMEN RIDER METEOR   |          | 假面騎士Meteor   | 傳說騎士 （LEGEND RIDER） | 5        | 存放該假面騎士力量和該假面騎士形象克米的卡片。 |
| KAMEN RIDER OOO      |          | 假面騎士OOO      | 傳說騎士 （LEGEND RIDER） | 5        | 存放該假面騎士力量和該假面騎士形象克米的卡片。 |
| KAMEN RIDER BIRTH    |          | 假面騎士Birth    | 傳說騎士 （LEGEND RIDER） | 5        | 存放該假面騎士力量和該假面騎士形象克米的卡片。 |
| KAMEN RIDER DOUBLE   |          | 假面騎士W        | 傳說騎士 （LEGEND RIDER） | 5        | 存放該假面騎士力量和該假面騎士形象克米的卡片。 |
| KAMEN RIDER ACCEL    |          | 假面騎士Accel    | 傳說騎士 （LEGEND RIDER） | 5        | 存放該假面騎士力量和該假面騎士形象克米的卡片。 |
| MASKED RIDER DECADE  |          | 假面騎士Decade   | 傳說騎士 （LEGEND RIDER） | 5        | 存放該假面騎士力量和該假面騎士形象克米的卡片。 |
| MASKED RIDER DIEND   |          | 假面騎士Diend    | 傳說騎士 （LEGEND RIDER） | 5        | 存放該假面騎士力量和該假面騎士形象克米的卡片。 |
| MASKED RIDER KIVA    |          | 假面騎士KIVA     | 傳說騎士 （LEGEND RIDER） | 5        | 存放該假面騎士力量和該假面騎士形象克米的卡片。 |
| MASKED RIDER         |          | 假面騎士IXA      | 傳說騎士 （LEGEND RIDER） | 5        | 存放該假面騎士力量和該假面騎士形象克米的卡片。 |
| MASKED RIDER DEN-O   |          | 假面騎士電王     | 傳說騎士 （LEGEND RIDER） | 5        | 存放該假面騎士力量和該假面騎士形象克米的卡片。 |
| MASKED RIDER ZERONOS |          | 假面騎士零神     | 傳說騎士 （LEGEND RIDER） | 5        | 存放該假面騎士力量和該假面騎士形象克米的卡片。 |
| MASKED RIDER KABUTO  |          | 假面騎士Kabuto   | 傳說騎士 （LEGEND RIDER） | 5        | 存放該假面騎士力量和該假面騎士形象克米的卡片。 |
| MASKED RIDER GATACK  |          | 假面騎士Gatack   | 傳說騎士 （LEGEND RIDER） | 5        | 存放該假面騎士力量和該假面騎士形象克米的卡片。 |
| MASKED RIDER HIBIKI  |          | 假面騎士響鬼     | 傳說騎士 （LEGEND RIDER） | 5        | 存放該假面騎士力量和該假面騎士形象克米的卡片。 |
| MASKED RIDER BLADE   |          | 假面騎士劍       | 傳說騎士 （LEGEND RIDER） | 5        | 存放該假面騎士力量和該假面騎士形象克米的卡片。 |
| MASKED RIDER GARREN  |          | 假面騎士金幣     | 傳說騎士 （LEGEND RIDER） | 5        | 存放該假面騎士力量和該假面騎士形象克米的卡片。 |
| MASKED RIDER FAIZ    |          | 假面騎士555      | 傳說騎士 （LEGEND RIDER） | 5        | 存放該假面騎士力量和該假面騎士形象克米的卡片。 |
| MASKED RIDER         |          | 假面騎士Kaixa    | 傳說騎士 （LEGEND RIDER） | 5        | 存放該假面騎士力量和該假面騎士形象克米的卡片。 |
| MASKED RIDER RYUKI   |          | 假面騎士龍騎     | 傳說騎士 （LEGEND RIDER） | 5        | 存放該假面騎士力量和該假面騎士形象克米的卡片。 |
| MASKED RIDER KNIGHT  |          | 假面騎士夜騎     | 傳說騎士 （LEGEND RIDER） | 5        | 存放該假面騎士力量和該假面騎士形象克米的卡片。 |
| MASKED RIDER AGITO   |          | 假面騎士顎門     | 傳說騎士 （LEGEND RIDER） | 5        | 存放該假面騎士力量和該假面騎士形象克米的卡片。 |
| MASKED RIDER G3      |          | 假面騎士G3       | 傳說騎士 （LEGEND RIDER） | 5        | 存放該假面騎士力量和該假面騎士形象克米的卡片。 |
| MASKED RIDER KUUGA   |          | 假面騎士空我     | 傳說騎士 （LEGEND RIDER） | 5        | 存放該假面騎士力量和該假面騎士形象克米的卡片。 |

## 其他演出人員
- 輝夜的祖父 - 朝日昇（2）

## 聲音演出
- 假面騎士Decade - 井上正大（2）[6][註 6]

## 製作人員
- 原作 - 石之森章太郎
- 劇本 - 內田裕基
- 導演 - 柴﨑貴行
- 動作導演：福澤博文（RED ENTERTAINMENT DELIVER）
- 特攝導演：佛田洋（特攝研究所）
- 音樂：高木洋
- 總製作人：大川武宏（朝日電視台）
- 製作人：芝高啓介（朝日電視台）、湊陽祐（東映）
- 製作：朝日電視台、東映、旭通DK

## 外部連結
- 《假面騎士GOTCHARD》朝日官網 （页面存档备份，存于）（日語）
- 《假面騎士系列》情報網站（日語）
- 東映特攝粉絲俱樂部（TTFC） （页面存档备份，存于）（日語）

## 相關資料